# Aralez (Armenia)
Aralez (in armeno Արալեզ?, fino al 1978 Gharabulagh) è un comune dell'Armenia di 2.723 abitanti (2009) della provincia di Ararat.